# Ben Lawers
Il Ben Lawers (in gaelico Beinn Labhair) è una montagna della Scozia, situata sulla sponda nord del Loch Tay, nelle Highlands meridionali. 
È la cima più alta di una cresta che comprende sette "munro" (vette che superano i 3.000 piedi).